# Eudistoma discederata
Eudistoma discederata is een zakpijpensoort uit de familie van de Polycitoridae. De wetenschappelijke naam van de soort is voor het eerst geldig gepubliceerd in 1981 door Kott.